# Leopold Vilém II. z Valdštejna
Leopold Vilém II. Josef hrabě z Valdštejna (Leopold Wilhelm II. Josef Graf von Waldstein; 19. října 1677 Rožďalovice – 30. října 1748 Waidhofen an der Thaya) byl český šlechtic, diplomat a politik. Od mládí zastával různé funkce ve správě Českého království, vrcholem jeho kariéry byla funkce císařského vyslance v Polsku a Sasku (1728–1733). Nakonec byl zemským hejtmanem v Kladsku (1734–1741).

## Životopis

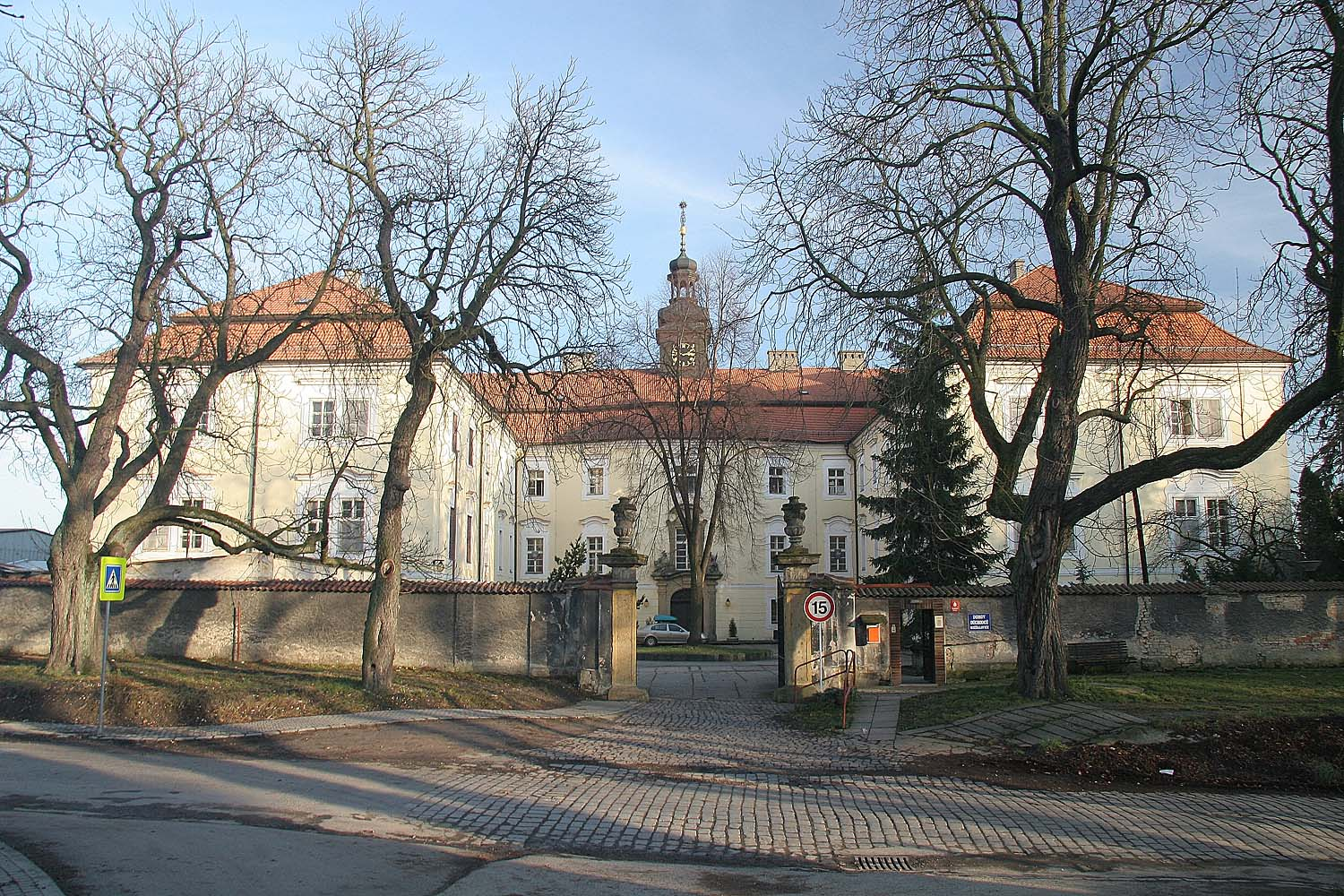
Zámek Rožďalovice, rodiště Leopolda Viléma z Valdštejna

Pocházel z české šlechtické rodiny Valdštejnů, patřil k méně významné rožďalovické větvi a narodil se jako třetí syn císařského komorníka a přísedícího dvorského soudu Leopolda Viléma z Valdštejna (1647/1650–1691) a jeho manželky Alžběty, rozené Khuenové z Belasi (1653–1720). Spolu se svým starším bratrem Františkem Karlem (1673–1701) absolvoval kavalírskou cestu, doložený je například jejich pobyt v Sieně. V roce 1700 koupil Leopold Vilém panství Ronov nad Doubravou a v letech 1707–1710 byl hejtmanem chrudimského kraje. V roce 1710 prodal ronovské panství za 140 000 zlatých žďárskému klášteru a přesídlil do Prahy, kde se zapojil do městské samosprávy. V letech 1719–1728 byl hejtmanem Starého Města Pražského a v této funkci měl důležitou ceremoniální úlohu v době korunovace Karla VI. českým králem (1723).
Vrcholem jeho kariéry byla funkce vyslance u saského kurfiřta Augusta II. Silného, který byl zároveň polským králem. Od května 1728 do dubna 1733 pobýval střídavě v Drážďanech a ve Varšavě. Stejně jako v případě jeho předchůdce Františka Karla Vratislava byl diplomatický účel mise pro veřejnost utajen, v Sasku a Polsku zastával oficiálně funkci nejvyššího hofmistra arcivévodkyně Marie Josefy, manželky pozdějšího polského krále Augusta III. Během pěti let ve funkci získal Valdštejn řadu cenných kontaktů na vlivné osobnosti, mimo jiné také koupil dům ve Varšavě. V Drážďanech také hájil soukromé ekonomické zájmy Valdštejnů. Jednalo se o otázku splavnění Labe z Čech přes saské území do Hamburku, o což usiloval Leopoldův vzdálený příbuzný, podnikavý Jan Josef. Jan Josef jako tehdejší nejbohatší člen rodu měl také podíl na Leopoldově kariéře v podobě přímluv. Vzhledem k volitelnosti polského trůnu měl Leopold Vilém důležitou úlohu počátkem 30. let v otázce nástupnictví Augusta II., což nakonec vedlo k válce o polské následnictví. Po smrti Augusta II. byl nakonec z funkce vyslance a nejvyššího hofmistra odvolán, usiloval ale o další funkci. S podporou Bedřicha Augusta Harracha nakonec získal post zemského hejtmana v Kladsku (1734–1741). Odtud odešel na začátku války o rakouské dědictví a obsazení Kladska pruskými vojsky. Během své kariéry dosáhl mimo jiné hodností císařského komořího a skutečného tajného rady, v Polsku obdržel Řád Bílé orlice (1729).

## Rodinné a majetkové poměry
Byl dvakrát ženatý, poprvé se oženil v roce 1702 s baronkou Marií Barborou z Kaisersteina († 1722), krátce po ovdovění se v Praze podruhé oženil v roce 1722 s hraběnkou Marií Antonií Lichtenštejn-Castelcornovou (1690–1774), sestrou olomouckého biskupa Jakuba Arnošta Lichtenštejn-Castelcorna. Z obou manželství měl celkem třináct dětí, z nichž osm se nedožilo dospělosti. Ze synů se dospělého věku dožil jediný Arnošt Kašpar (1720–1780), který se pod řeholním jménem Viktorin stal mnichem řádu benediktinů. Nejstarší dcera Marie Alžběta (1703–1774) se provdala za saského šlechtice hraběte Karla Ludvíka z Wolffersdorffu (1700–1774), který se stal nejvyšším lovčím Polského království. Nejmladší dcera z druhého manželství Marie Josefa (1732–1757) byla manželkou hraběte Michaela Otty Althanna (1730–1797).
Leopoldovým synovcem byl dlouholetý litoměřický biskup a mecenáš Emanuel Arnošt z Valdštejna (1716–1789).
Kromě zmíněného Ronova nad Doubravu vlastnil statek Arnultovice u Hostinného. V Dolním Slezsku na polské straně Krkonoš mu patřila panství Sciegny (tehdy pod německým názvem Steinseiffen) a Karpacz (Krumhubel). Příjmy ze statků nepostačovaly na pokrytí nákladů spojených s reprezentací ve vysokých úřadech, přestože byl jako státní úředník placený dvorskou komorou. Jako hejtman Starého Města Pražského pobíral plat ve výši 1 300 zlatých ročně. Do finančních problémů se dostal především jako vyslanec v Polsku a Sasku, kde byly nároky na reprezentaci výrazně vyšší, navíc přiznaný plat 2 000 zlatých ročně musel vymáhat po částech a se zpožděním. Z finančního hlediska byla nejjistější existencí funkce zemského hejtmana v Kladsku, v níž dostával pravidelně 4 000 zlatých ročně. Po ukončení veřejné činnosti přesídlil do Dolního Rakouska, odkud se několik let neúspěšně dožadoval přiznání nároku na penzi. Teprve v prosinci 1747 mu dvorská komora přiznala nárok na penzi ve výši 3 000 zlatých ročně, zemřel o necelý rok později ve Waidhofenu, kde již delší dobu pobýval.